# 大日本土木
大日本土木株式会社（だいにっぽんどぼく、英文社名：Dai Nippon Construction  ）は、日本の中堅総合建設会社（ゼネコン）である。舗装大手の株式会社NIPPOの連結子会社のひとつであり、近鉄グループホールディングス株式会社の持分法適用会社でもある。

## 概要
登記上の本店所在地は岐阜県岐阜市だが、東京都新宿区（以前は市谷田町にあったが現在は西新宿）にも「東京本社」として本社機能を置く。2017年4月現在、日本国内に3支社、9支店、10営業所、国外に4営業所を構える。
会社の創立は1944年（昭和19年）で、当初の資本金は150万円、所在地は岐阜市長住町であった。
バブル期に行ったゴルフ場開発などの不動産開発事業への投資により有利子負債が膨らみ、2002年7月に民事再生手続開始を申請した。2000年及び2001年に多額の不動産開発関連の損失処理を行い、自己資本比率の低下から、親会社の近畿日本鉄道（近鉄）や取引銀行が引受先として第三者割当増資を実施したが、最終的には膨大な有利子負債に持ちこたえることが出来なかった。民事再生手続は2003年12月に終結した。現在は、NIPPO及びENEOSホールディングスの連結子会社であり、近鉄グループの一員でもある。
当社の特徴の一つである海外事業は、1980年のエジプトにおけるPCタンク工事に始まり、現在に至るまで様々な国々で多数の施工実績を残している。現在は、中東、アジア、アフリカ等の国々でODA関連の工事を中心に施工を行っている。

## 沿革
- 1924年（大正13年）3月 - 創業。
- 1944年（昭和19年）6月28日 - 大日本土木株式会社設立。
- 1961年（昭和36年）4月 - 関急土木株式会社を合併し、近畿日本鉄道傘下に。
- 2002年（平成14年）7月5日 - 民事再生開始申立。
  - 10月22日 - 日本鋪道（現・NIPPO）が債権支援に合意、再生計画案を提出。
  - 12月25日 - 再生計画認可決定。
- 2003年（平成15年）
  - 3月 - 資本構成変更。
  - 12月 - 再生手続終結決定。
- 2004年（平成16年）6月 - 創立60周年。
- 2015年（平成27年）- 岐阜本店が移転し、新社屋が稼働開始。

## 野球部
大日本土木は、1946年に硬式野球部を結成、この年には第17回都市対抗野球大会に初出場初優勝を成し遂げた。翌年（1948年）の第18回都市対抗野球大会も優勝し、戦後初の都市対抗野球大会連覇チームとなっている。
大日本土木からは中原宏（南海ホークス）、国枝利通（中日ドラゴンズ）、大平茂（阪急ブレーブス）がプロ入りしている。